# Бейт-Ханун
Бейт-Ханун — місто на північному сході Сектора Газа. Знаходився під контролем Хамасу, 12 листопада 2023 перейшов під контроль Ізраїлю під час операції Залізні мечі. Населення міста за даними на 2006 рік становить 32 187 осіб — велика частина населення палестинські біженці. За даними на 1961 рік населення Бейт-Ханун 3876 осіб.
Розташований в 6 км від ізраїльського міста Сдерот, через що під час арабо-ізраїльських конфліктів нерідко ставав ареною збройного протистояння.